# Otmar Hasler
Otmar Hasler (født 28. september 1953 i Vaduz, Gamprin, Liechtenstein) har siden 2001 været premierminister i Liechtenstein. Han er desuden leder af Fortschrittliche Bürgerpartei, der er landets største parti.
Otmar Hasler blev regeringschef 5. april 2001, og erstattede Mario Frick, der repræsenterede Vaterländische Union.
Under Haslers styre er der overført flere opgaver fra regeringen til den regerende fyrste Hans Adam den 2. gennem ændringer af landets forfatning.